# Finnafjorden
Finnafjorden er en fjordarm på sydsiden af Sognefjorden i Vik kommune i  Vestland fylke i Norge. Fjorden strækker sig 6 kilometer mod sydvest fra indløbet, der ligger mellem  Eikeneset og Skjæret nedenfor Ytstestolen på Fagerdalsnipi. Omtrent halvvejs inde i fjorden , ved gården Finnen, smalner fjorden ind til et trangt, kun 40 meter bredt sund. Herfra går fjorden videre, først mod sydvest og senere næsten helt mod vest til bunden af fjorden ved  gården Finnabotnen og Botnadalen. Der er ingen vejforbindelse omkring Finnafjorden.
Fjordens sider  er bratte og høje, op til 1000 meter langs næsten hele fjorden. Af fjeldtoppe rundt om fjorden ligger  Skjemmedalsnipa (1.069 moh.), Åkrevikfjellet (1.284 moh.), Orren (1.124 moh.), Skrivareggi (1.083 moh.), Einebærfjellet (1.212 moh) og Fagerdalsnipi (1.245 moh.)